# 1
 Тази статия е за първата година от новата ера.  За числото едно вижте 1 (число).  За други значения вижте 1 (пояснение).
1 (първа) година е невисокосна година, започваща в понеделник по григорианския календар. Първа година и съответно първи век показват началото на новата ера (съкратено „н.е.“). Преди 1 (първа) година от н.е. е 1 година преди н.е. (и 1 век пр.н.е.), защото няма нулева година и нулев век.

## Събития

### В Римската империя
- Тиберий, по заповед на Октавиан Август, започва потушаване на въстанията в Германия (от 1 до 5 година).
- Гай Цезар и Луций Емилий Павел са назначени за консули в Римската империя.
- Гай Цезар се жени за Ливила, дъщеря на Антония Младша и Друз Старши, племенница на Тиберий.
- Публий Сулпиций Квириний става главен съветник на Гай Цезар в Армения. Гней Домиций Ахенобарб, чийто баща Луций Домиций Ахенобарб е консул през 16 година пр.н.е., участва в бойните действия в тогавашна Армения.
- Коприната се появява в Рим.[1]

### В Азия
- Цяо-пинг от династията Хан става император на Китай.

## Родени
- Секст Афраний Бур, римски военачалник, префект на преторианската гвардия († 62 г.)
- Корнелия Лентула знатна римлянка от рода Корнелии († 39 г.)

## Починали
- Гай Антисций Вет, римски сенатор и консул (р. ок. 40 пр.н.е.)